# Hansjörg Knauthe
Hansjörg Knauthe (Geising, 13 luglio 1944) è un ex biatleta tedesco.

## Palmarès

### Olimpiadi invernali
- Argento a Sapporo 1972 nei 20 km individuali.
- Bronzo a Sapporo 1972 nella staffetta 4x7,5 km.

### Mondiali
- Bronzo a Östersund 1970 nella staffetta 4x7,5 km.